# Leonel Herrera Rojas
Leonel Anselmo Herrera Rojas (Tierra Amarilla, Chile, 10 de octubre de 1948) es un exfutbolista profesional chileno. Jugaba de defensa central y su primer equipo fue Colo-Colo de Chile.

## Carrera
Inició su carrera en Colo-Colo, en 1966 proveniente de Copiapó, donde jugó en el "Juventud Planta". Quien lo trajo a club albo fue su primo Eladio Rojas.  Guapo, fuerte, buen cabezazo, sentido de la ubicación y muy táctico en la marca fueron sus cualidades principales que lo llevaron a jugar 17 temporadas por el "cacique".
Debutó, en Buenos Aires, el 5 de mayo de 1967 frente a River Plate por la Copa Libertadores. Algunos años después disputaría la final con Colo-Colo en la Copa Libertadores de América de 1973, frente a Independiente de Avellaneda, donde Colo-Colo fue subcampeón.
Junto a Rafael González, Atilio Herrera y Óscar Rojas formaron las mejores duplas defensivas de la historia de Colo-Colo.
Jugó ocho veces la Copa Libertadores de América por Colo-Colo, y una por Unión Española, nunca pudo ganarla. Pero en 1991 su hijo, Leonel Herrera Silva, la ganó incluso marcando un gol en el partido final.
Es el segundo jugador de Colo-Colo con más partidos jugados con 556.
Obtuvo los títulos de monitor y técnico en Francia y ha entrenado a Audax Italiano,  Deportes Temuco, Deportes Valdivia, Deportes Arica, Melipilla.

## Clubes

### Como jugador
| Club           | País  | Año       |
| -------------- | ----- | --------- |
| Colo-Colo      | Chile | 1967-1975 |
| Unión Española | Chile | 1976-1978 |
| Colo-Colo      | Chile | 1979-1985 |
| O'Higgins      | Chile | 1986      |

### Como entrenador
| Club               | País  | Año       |
| ------------------ | ----- | --------- |
| Audax Italiano     | Chile | 1988      |
| Deportes Valdivia  | Chile | 1988-1989 |
| Deportes Temuco    | Chile | 1990-1991 |
| Deportes Arica     | Chile | 1992      |
| Deportes Melipilla | Chile | 1994      |

## Palmarés

### Campeonatos nacionales
| Título                                  | Club           | País  | Año  |
| --------------------------------------- | -------------- | ----- | ---- |
| Campeonato Promocional                  | Colo-Colo      | Chile | 1968 |
| Primera División                        | Colo-Colo      | Chile | 1970 |
| Primera División                        | Colo-Colo      | Chile | 1972 |
| Copa Chile                              | Colo-Colo      | Chile | 1974 |
| Primera División                        | Unión Española | Chile | 1977 |
| Primera División                        | Colo-Colo      | Chile | 1979 |
| Primera División                        | Colo-Colo      | Chile | 1981 |
| Copa Chile                              | Colo-Colo      | Chile | 1981 |
| Copa Chile                              | Colo-Colo      | Chile | 1982 |
| Primera División                        | Colo-Colo      | Chile | 1983 |
| Copa Chile                              | Colo-Colo      | Chile | 1985 |
| Campeonato de Apertura Segunda División | O'Higgins      | Chile | 1986 |

## Historial electoral

### Elecciones municipales de 1996
- Elecciones municipales de 1996, para la alcaldía de (La Florida)[6]

| Candidato                | Pacto                          | Partido | Votos  | %     | Resultado |
| ------------------------ | ------------------------------ | ------- | ------ | ----- | --------- |
| Gonzalo Duarte Leiva     | Concertación por la Democracia | PDC     | 42 760 | 32,36 | Alcalde   |
| Lily Pérez San Martín    | Unión por Chile                | RN      | 42 609 | 32,25 | Concejal  |
| Leonel Herrera Rojas     | Concertación por la Democracia | PPD     | 6982   | 5,28  | Concejal  |
| Orlando Vidal Duarte     | Concertación por la Democracia | PS      | 5582   | 4,22  | Concejal  |
| Luis Valdivieso Avendaño | Concertación por la Democracia | PPD     | 5490   | 4,16  |           |
| Mario Matamala Aguilar   | La Izquierda                   | ILC     | 3124   | 2,36  |           |
| Eugenio González Aguiló  | Unión por Chile                | ILD     | 2322   | 1,76  |           |
| Francisco López Muñoz    | La Izquierda                   | PCCh    | 1978   | 1,50  |           |
| Marilén Cabrera Olmos    | Opción Humanista               | PH      | 1666   | 1,26  |           |
| Carlos Aguilar Chuecos   | Concertación por la Democracia | PDC     | 1656   | 1,25  | Concejal  |
| Cecilia Piña             | Concertación por la Democracia | PDC     | 1457   | 1,10  | Concejala |
| Antonio Vásquez Droguett | Unión por Chile                | RN      | 1377   | 1,04  | Concejal  |
| Gabriela León Flores     | Unión por Chile                | ILD     | 1312   | 0,99  | Concejala |
| Gonzalo Rojas Alcayaga   | Concertación por la Democracia | PDC     | 1280   | 0,97  | Concejal  |
| Hernán Fischer Fairlie   | Unión por Chile                | RN      | 482    | 0,36  | Concejal  |